# Селиванов, Андрей Николаевич

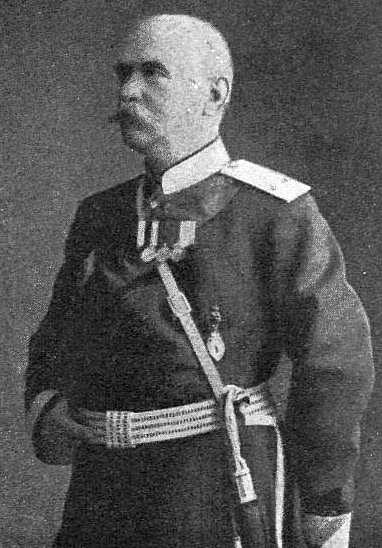
А. Н. Селиванов.

Андре́й Никола́евич Селива́нов (5 августа 1847 — 16 июля 1917) — русский генерал от инфантерии.

## Биография
Андрей Николаевич Селиванов родился 5 августа 1847 года. Происходил из дворян Московской губернии.
Получил образование в Александровском сиротском кадетском корпусе. В службу вступил 25 августа 1863 года. В 1866 году окончил Михайловское артиллерийское училище. Служил в 14-й артиллерийской бригаде. В 1867 году вышел в отставку.
В 1870 году вновь поступил на службу в полевую пешую артиллерию. Участник русско-турецкой войны 1877—1878. В 1878 году окончил Николаевскую Академию Генерального штаба. С 1878 года старший адъютант штаба 12-й кавалерийской дивизии. С 20 ноября 1881 года по 25 ноября 1882 года командовал батальоном 131-го пехотного Тираспольского полка. С 1880 года состоял для особых поручений при штабе 12-го армейского корпуса, с 1884 года состоял для поручений при штабе Киевского военного округа, затем состоял при Главном штабе в числе положенных по штату штаб-офицеров Генштаба. С 1887 года делопроизводитель канцелярии Мобилизационного комитета Главного штаба, с 1889 года начальник штаба 8-й кавалерийской дивизии.
В 1893—1895 годах — командир 111-го пехотного Донского полка. С 30 июня 1895 года окружной генерал-квартирмейстер штаба Виленского военного округа. С 10 марта 1899 года — начальник штаба Приамурского военного округа.
Участник китайской кампании 1900—1901. Начальник 16-й пехотной (с 4 июля 1901 года), 13-й пехотной (с 24 декабря 1903 года) и 37-й пехотной (с 23 октября 1904 года) дивизий. Участник русско-японской войны 1904—1905. За боевые отличия награждён золотым оружием. С 18 августа 1905 года командир 2-го сводного стрелкового корпуса.
В конце 1905 года был назначен комендантом Владивостокской крепости (вступил в должность в 20-х числах декабря), в которой в это время происходили революционные беспорядки. Приехав во Владивосток, Селиванов собрал всех начальников частей и сказал, что примет решительные меры против существующего во Владивостоке безобразия. Селиванов запретил солдатам участвовать в политических собраниях и митингах. Был распущен совет рабочих и солдатских депутатов (исполнительный комитет нижних чинов).
10 января 1906 года команда артиллеристов Иннокентьевской батареи на Эгершельде предъявила Селиванову ультиматум. Селиванов лично поехал на батарею. Оставив коляску внизу, стал подниматься наверх. В этот момент по нему был открыт винтовочный огонь, и он был тяжело ранен в шею и в плечо. Раненый генерал смог спуститься вниз и сесть в коляску. Селиванов был перевезён на пароход «Тамбов», ушедший с запасными в Нагасаки.
С 25 апреля 1906 по 21 июля 1910 года — Иркутский генерал-губернатор, командующий войсками Иркутского военного округа и войсковой наказной атаман Забайкальского казачьего войска. Генерал от инфантерии (6 декабря 1907). С 21 июля 1910 член Государственного совета.
21 октября 1914 года назначен командующим Блокадной армией (в октябре 1914 преобразована в 11-ю армию), на которую была возложена осада крепости Перемышль. За успешное взятие крепости награждён орденом Святого Георгия 3-й степени (ВП 09.03.1915). После падения Перемышля осадная армия была расформирована, а на Юго-Западном фронте создана полевая 11-я армия. Её командование планировалось поручить Селиванову, однако из-за болезни он был вынужден 5 апреля 1915 года покинуть пост командующего армией, оставшись только членом Государственного совета.
Скончался 16 июля 1917 года. Похоронен 20 июля 1917 года в Петрограде на Смоленском кладбище.

## Награды
- орден Св. Георгия 4-й ст. (1905)[3]
- орден Св. Георгия 3-й ст. (1915)[1][4]
- орден Св. Владимира 4-й ст. (1881)[4]
- орден Св. Владимира 3-й ст. (1891)[4]
- орден Св. Владимира 2-й ст. (1906)[1][4]
- серебряная медаль за поход в Китай в 1900—1901[1]
- светло-бронзовая медаль в память войны с Японией в 1904—1905[1]
- золотое оружие с надписью «За храбрость»[1]